# Hellmann & Loebenstein
Hellmann & Loebenstein oder Hellmann und Loebenstein war eine 1926 gegründete Privatbank in Hannover, die zur Zeit des Nationalsozialismus im Zuge der Judenverfolgung 1937 „arisiert“ wurde und deren jüdischer Teilhaber und dessen ganze Familie im Vernichtungslager Sobibor ermordet wurde.

## Geschichte
Das Bankgeschäft Hellmann & Loebenstein wurde zur Zeit der Weimarer Republik von dem dem Christentum zugerechneten Bankier Egon Hellmann und dem aus jüdischer Familie stammenden Herbert Loebenstein 1926 gegründet. Unternehmenszweck war insbesondere der An- und Verkauf von Pfandbriefen sowie die allgemeine Devisenprüfung. Die beiden Bankiers Hellmann und Loebenstein fungierten Anfang der 1930er Jahre noch als Partner im Unternehmen; Prokuristen des Hauses mit der Telegramm-Adresse „Exotenbank, Hannover“ waren Karl Gunkel und Adele Katzenstein.
Nach der Machtergreifung durch die Nationalsozialisten und der zunehmenden Drangsalierung und Entrechtung jüdischer Menschen in Hannover wie im gesamten Dritten Reich wurde 1937 schließlich auch das Bankhaus Hellmann & Loebenstein „arisiert“. Das Unternehmen mit Sitz unter der – damaligen – Adresse Schillerstraße 21 firmierte nach „Entjudung“ und Herausdrängung Herbert Loebensteins nun als Privatbank „Egon Hellmann“. Loebenstein und seine Familie emigrierten am 1. August 1937 in die Niederlande, wo sie sich in Nijmegen niederließen. Doch nach der Besetzung des Landes durch die Wehrmacht wurde das Ehepaar samt der 10-jährigen Tochter Lotte-Lore Loebenstein im April 1943 verhaftet und deren verbliebenes Geld konfisziert, um die drei bald darauf in das Vernichtungslager Sobibor zu deportieren und dort im Mai 1943 zu ermorden.
Auch die ehemalige Prokuristin Adele Katzenstein (geboren 26. Mai 1887) überlebte die „Arisierung“ nicht: Sie wurde am 23. oder 24. Juli 1942 von Hannover mit dem „Transport VIII/1, Nr. 267“ in das Ghetto Theresienstadt deportiert, wo auch sie am 26. März 1944 ermordet wurde.
Das nunmehr „judenfreie“ Bankhaus Egon Hellmann hingegen konnte sich erfolgreich bis in die Nachkriegszeit am Markt behaupten: 1968 fusionierte Egon Hellmann in das Bankhaus Hallbaum und wurde am 8. Februar 1968 beim Amtsgericht Hannover aus dem Handelsregister mit der Nummer HRA 13678 gelöscht.

## Archivalien
Archivalien von und über Hellmann & Loebenstein finden sich beispielsweise
- als im Jahr 2004 zugegangene Akte unter dem Titel „Hellmann und Loebenstein, Bankhaus in Hannover“ mit einer Verzeichnung „An- und Verkauf von Pfandbriefen; allgemeine Devisenprüfung“ für die Laufzeit von 1932 bis 1940 im Niedersächsischen Landesarchiv (Abteilung Hannover), Untergliederung Landesfinanzamt / Oberfinanzpräsident, Archivsignatur  NLA HA Hann. 210 Acc. 2004/011 Nr. 191 (alte Signatur: Acc. 2001/521)[2]